# Penya Ciclista Bonavista
La Penya Ciclista Bonavista és una entitat fundada el 1926 a la ciutat de Manresa i dedicada al foment del ciclisme en totes les seves especialitats.

## Història
El 15 de març del 1926  es va aprovar el Reglamento de la Sociedad Deportiva denominada Peña Ciclista Buenavista. Els seus impulsors van ser Lluís Vallès, Francesc Giralt i Ferran Portella aficionats al món de la bicicleta.
El primer President va ser en Pasqual Mas Borrós durant els anys 1926-1927.
Durant l'època republicana van conviure a la ciutat de Manresa diferents entitats ciclistes, les tres més importants van ser la Peña Ciclista Buenavista, la Peña Ciclista Manresana i l'Esport Ciclista Manresà. El 1936 quan es van suspendre les Olimpíades Populars a Barcelona per l'entrada de es tropes Franquistes, a Manresa va seguir l'activitat esportiva i es va disputar la segona prova puntuable per al Campionat social de la l'entitat.
Durant la dècada dels 40 del segle XX el club organitzà algunes edicions dels Campionats d'Espanya de Veterans i formà un equip ciclista  del qual formà part Adolf Espinal i aportà també ciclistes de l'especialitat del Ciclocròs. Organitzà algunes les arribades a Manresa de la Vuelta a España, i la Volta a Catalunya en col·laboració de l'Esport Ciclista Manresà i la Peña Ciclista Manresana.
L'any 1946 sota la Presidència de Valentí Tàpias Casanoves, es va fundar la secció coral de caramelles dirigida per Josep Codina. Es va crear l'himne i música de la Penya Ciclista Bonavista, amb lletra de Joan Zaragoza i música de Ramon Escalé.
El 26 d'agost de 1983 es va crear l'Associació de Randonneurs Mondiaux que unia les persones i clubs d'arreu del món que fomentaven l'esperit Randonneur.
La Penya Ciclista Bonavista fa ser un dels socis fundadors.
El setembre de 1986 la Junta Directiva va signar l'acta fundacional del Radis Ciclistes de Catalunya.
L'any 2012 la Penya Ciclista Bonavista pateix una crisi de dirigents i està a punt de desaparèixer.
L´assemblea de socis, però va garantir la continuïtat de l'entitat fins a l'actualitat.

## Activitats organitzades al llarg de la història[2]
Marxa ciclista Clàssica La Republicana bianual que es va iniciar l'any 1934.
La primera Fiesta Comarcal de la Bicicleta va ser l'any 1949.
El XIII Campionat de Ciclocròs de Catalunya va ser l'any 1987.
El Campionat d'Espanya de Ciclocròs va ser l'any 1973, 1982 i 1989.
El VII Campeonato de España de sordos en ruta va ser l'any 1991.
El II Campeonato de Europa de ciclismo para sordos en ruta va ser l'any 1992.
Organitzadors de la XXXII edició de la Nit de l'Esportista de Manresa l'any 2002.
Representant exclusiu a Espanya dels Brevets Mundials menys País Basc fins a la creació dels Randonneurs catalans l'any 2011.

## Ciclistes importants de la Penya Ciclista Bonavista
1971: Agustí Moya, campió de Catalunya de ciclocròs.
1973: Julià Franch Iglesias, campió d'Espanya juvenils de ciclocròs.
1975: Josep Costa, guanya el trofeu al ciclista més Jove a la 8a Marxa París-Brest.
1976: Josep Pesarrodona, guanya la Vuelta a España.
1979: Roser Gros, 1a dona a Catalunya que fa un Brevet de 400 km.
1982: Francesc Sala, campió d'Espanya de ciclocròs.
1983: Josep Franch Pujol, medalla de bronce al Campionat del Món carretera-Veterans.
1983: Joan Morales, obté el títol de Randonneur 5000 de l'Audax Club Parisien.
1985 : Francesc Sala, campió d'Espanya de ciclocròs.
Marta Llort, subcampiona de Catalunya amb velocitat en pista.
1987: Francesc Sala, campió d'Espanya de ciclocròs.
1988: Francesc Sala, campió d'Espanya de ciclocròs
Maties Sala fa la volta al món en bicicleta.
1991: Juan Vizcaino Cuervo, subcampió d'Espanya de ciclocròs.
1992: Ignasi Solernou, obté el títol Randonneur 5000 de l'Audax Club Parisien.
1996: Èrik Hernàndez, campió del món de bike trial.
1999: Joana Nuvau, primera catalana en acabar la París-Brest-París de 1240 km.  